# 昂氏棘吻魚
昂氏棘吻魚（学名：Acanthaphritis unoorum），又名鴨嘴鱚，为辐鳍鱼纲鲈形目鴨嘴鱚科棘吻魚屬下的一个种，该物种于1996年描述，分布于日本，生活习性不明。